# Werner Gast
Werner Hermann Reinhold Gast (* 1. Dezember 1910 in Berlinchen; † 28. Dezember 1995 in Berlin-Köpenick) war ein deutscher Journalist und Politiker der CDU in der DDR. Seine Partei vertrat er als Abgeordneter im Thüringer Landtag und in der Länderkammer der DDR.

## Leben
Gast wurde 1910 als Sohn eines Postbeamten in Berlinchen, einem damals als Perle der Neumark bezeichneten Städtchen der Provinz Brandenburg geboren. Heute liegt die Stadt in Polen. Ab 1916 besuchte er die Vorschule des Kaiser-Friedrich-Realgymnasiums in Berlin-Neukölln und wechselte danach an das Realgymnasium, welches er bis zur mittleren Reife besuchte. Daran schloss sich der Besuch der Deutschen Oberschule in Berlin-Zehlendorf an, in der seine Schulzeit bis zum Erreichen der Oberprimareife verbrachte. 1928 verließ Gast die Schule und absolvierte bis 1931  an der Deutschen Hochschule für Politik in Berlin zwei Semester Proseminar und vier Semester Studium der Nationalökonomie und der Zeitungswissenschaften. Gleichzeitig arbeitete er in dieser Zeit als Hilfskraft in der Reichspressestelle.
Er musste aus finanziellen Gründen das Studium abbrechen und bekam danach eine Anstellung als Volontär bei der Carl Lindström AG in Berlin, für die er bis 1934 in dieser Funktion tätig war. Danach arbeitete er für den renommierten Schallplattenhersteller bis 1935 noch einige Monate als Exportkaufmann. Im gleichen Jahr fand Gast eine Anstellung bei der Wirtschaftsprüfungs- und Treuhandgesellschaft mbH in Berlin, für die er bis 1939 als Einkaufsassistent arbeitete. Es folgte die Einziehung zur Wehrmacht, die für Gast eine achtwöchige Übung beim Ersatzbataillon des Infanterie-Regiments 50 in Landsberg an der Warthe beinhaltete. Noch vor dem Ende der Übung wurde er im Rahmen der allgemeinen Mobilmachung ins neu gebildete Infanterie-Regiment 479 übernommen. Später diente Gast im Infanterie-Regiment 306 als Obergefreiter. 1943 wurde er zu vier Jahren Gefängnis wegen militärischen Diebstahls in zwei Fällen verurteilt und verbrachte so möglicherweise das Kriegsende im Militärgefängnis.
Gast geriet kurzzeitig in amerikanische Gefangenschaft, konnte aus dieser aber zu seiner nach Thüringen geflüchteten Familie fliehen. In Söllnitz arbeitete er zunächst als Hilfsarbeiter in der Landwirtschaft, zwischen 1946 und 1947 war er in dem Ort Gemeindeschreiber und Stellvertretender Bürgermeister. Als Mitbegründer der VdgB in Thüringen erhielt Gast im Sommer 1946 den Auftrag, im Namen des Thüringer Ministeriums für Handel und Versorgung die Kontrolle des Viehs im Kreis Weimar zu übernehmen. Nachdem er bereits seit 1946 die CDU ehrenamtlich im Weimarer Kreistag vertreten hatte, wurde Gast 1947 zum hauptamtlichen Kreisrat für das Dezernat Gemeindeverwaltung und Verkehrswesen ernannt. Diese Funktion hatte er bis 1949 inne. Anschließend wechselte er als Journalist zur CDU-Zeitung Thüringer Tageblatt in Weimar, wo er bis 1953 zunächst als politischer Schriftleiter tätig war. Möglicherweise nach dem Arbeiteraufstand vom 17. Juni 1953 wurde Gast zum stellvertretenden Chefredakteur ernannt und blieb dies bis zu seinem Umzug nach Dresden 1955.
Dort übernahm Gast beim CDU-Blatt Die Union zunächst bis zum Oktober 1956 die Funktion des Chefs vom Dienst, danach war er als Ressortleiter Politik zuständig. 1963 erfolgte der Umzug nach Berlin-Köpenick, wo Gast beim CDU-Zentralblatt Neue Zeit hauptsächlich als Sportberichterstatter arbeitete. Für die Neue Zeit und später auch für die Berliner Zeitung war Gast noch mit über 70 Jahren als Journalist tätig.

## Politik

### Vor 1945
Gast war politisch bereits während der Weimarer Republik interessiert und war zunächst Mitglied Jungen Volksparteiler, dem Forum junger Mitglieder der DVP. Während des Studiums gehörte er für einige Zeit der Gruppe der Deutschen Staatspartei an. Wohl auch wegen seiner Hilfstätigkeit in der Reichspressestelle trat Gast zum 1. Oktober 1930 in die NSDAP ein (Mitgliedsnummer 319.080). Am 15. Januar 1932 wurde Gast Mitglied der SA, sein letzter Rang war SA-Sturmführer in der Gruppe Berlin-Brandenburg. Wegen seines Militärgerichtsverfahrens wurde er zum 30. Juli 1943 aus der SA ausgeschlossen. Zwischen 1933 und 1939 war Gast zudem Mitglied der Deutschen Arbeitsfront.

### Nach 1945
in seiner neuen Heimat Thüringen trat Gast am 1. Dezember 1945 in die junge CDU ein. Zeitweise war er Mitglied im CDU-Kreisvorstand Weimar, zwischen April 1950 und dem 3. Juli 1951 führte er den Kreisverband Weimar als Vorsitzender. Gast engagierte sich für die CDU relativ schnell kommunal als auch landesweit in Thüringen. So gehörte er von 1946 bis 1950 dem Weimarer Kreistag an und war von 1949 bis 1950 als ehrenamtlicher Kreisrat im Kreis Weimar. Von 1948 bis 1952 war Gast Mitglied des Thüringer CDU-Landesvorstandes, von 1950 an gehörte er für einige Jahre dem CDU-Hauptvorstand an. Noch in der 1. Legislaturperiode des Thüringer Landtages nach der Neubildung 1946 rückte Gast in das Parlament als Abgeordneter am 7. Juli 1950 nach. In der zweiten Wahlperiode  von 1950 bis 1952 führte er gar die CDU-Fraktion als Vorsitzender. Zusätzlich entsandte der Thüringer Landtag Gast als Vertreter Thüringens in die DDR-Länderkammer, der er bis 1954 angehörte. Von 1954 bis zu seinem Umzug nach Dresden 1955 war Gast anschließend zunächst Mitglied des Bezirkstages Erfurt. In Dresden wurde er 1958 als CDU-Vertreter in den Bezirkstag Dresden gewählt. Nach seinem Umzug nach Berlin war Gast ab 1970 zunächst Abgeordneter in der Stadtbezirksverordnetenversammlung des Stadtbezirkes Berlin-Köpenick. Ab 1979 vertrat er die CDU in der Berliner Stadtverordnetenversammlung.

## Tätigkeit als Sportfunktionär
Gast war seit  seiner Jugend dem Rudersport verbunden. Spätestens seit seinem Umzug nach Berlin-Köpenick engagierte er sich wieder in dieser Sportart. So leitete er zeitweise die Sektion Rudern der BSG Motor Köpenick und war Mitglied des Präsidiums des Deutschen Ruder-Sport-Verbands. Für das CDU-Blatt Neue Zeit, später auch für die Berliner Zeitung berichtete Gast im Sportbereich vor allem über den Rudersport. Darüber hinaus war er bis 1984 mehrere Jahrzehnte verantwortlicher Redakteur der DDR-Sportzeitschrift Rudersport.

## Ehrungen
- Eisernes Kreuz II. Klasse
- Infanteriesturmabzeichen in Silber
- Verwundetenabzeichen in Gold
- 1959 Franz-Mehring-Ehrennadel[2]
- 1977 Vaterländischer Verdienstorden in Bronze[3]
- 1980 Friedrich-Ludwig-Jahn-Medaille[4]
- 1985 Vaterländischer Verdienstorden in Silber[5]